# Bexterhagen
Bexterhagen ist der kleinste Ortsteil der lippischen Gemeinde Leopoldshöhe in Nordrhein-Westfalen in Deutschland.

## Geographie
Bexterhagen liegt rund drei Kilometer nördlich der Leopoldshöher Ortsmitte. Es grenzt im Norden an den Bad Salzufler Ortsteil Wülfer-Bexten sowie die anderen zu Leopoldshöhe gehörenden Ortsteile Krentrup im Osten, Schuckenbaum im Süden und Nienhagen im Westen.

## Geschichte
Als Hagensiedlung entstand Bexterhagen im Hochmittelalter, also etwa von der Mitte des 11. bis zur Mitte des 13. Jahrhunderts.

### Ortsname
1379 wurde Bexterhagen erstmals urkundlich erwähnt.
Im Laufe der Jahrhunderte sind folgende Versionen ebenfalls als Ortsnamen belegt: Bextershagen (1386), Bekeseter hagen (1387), Bekesterhaghen und Bekesterehaghen (um 1409), Bekersterhagen (1443), Bexsterhagen (1467, im Landschatzregister), Bexterhagen (1488, im Landschatzregister), Beckerstenhagen (1496), Bexterhaigen (1497), Bexsterhegen (um 1616), Bexter Hagen (1620, im Salbuch) sowie Bexterhagen (ab 1758).

### 20. Jahrhundert
Die bis dato selbstständige Gemeinde Bexterhagen wurde im Rahmen der Gemeindeneugliederung am 1. Januar 1969 in die neugebildete Gemeinde Leopoldshöhe eingegliedert.
In der Zeit von 1960 bis 1975 entstand gegenüber dem ehemaligen Kreuzkrug eine Wohnsiedlung. Bis dahin waren nur verstreut liegende  Einzelhäuser an den Verbindungsstraßen sowie verstreute Hofstellen zu finden.

### Einwohnerentwicklung
| Jahr      | 1860 | 1939 | 1962 |
| Einwohner | 313  | 280  | 467  |
| --------- | ---- | ---- | ---- |

## Sport
Überregional bekannt ist Bexterhagen durch den Breitensportverein „TuS Bexterhagen“; hier werden unter anderem Leichtathletik, Tischtennis, Turnen und Fußball angeboten.